# غيل سكوت هارون
'غيلبَرتْ «غيل» سْكُوت هَارُونْ (بالإنجليزية: Gil Scott-Heron)‏ (1 أبريل 1949 - 27 مايو 2011) كان شاعراً وكاتباً أميركياً تخصص في موسيقى السول والجاز وكان غيل سكوت - هارون معروفا بالأعمال التي قدمها كمؤدي فن «الكلمة المنطوقة» خلال السبعينات والثمانينات. مشاريعه التعاونية مع الموسيقي براين جاكسن تمتعت باندماج موسيقي من الجاز والبلوز والسول، كما أنها تميزت بمحتوى غنائي يخص شؤون سياسية واجتماعية في ذلك الوقت.
غيل سكوت هارون صوف نفسه بأنه «بوزولوجست» ومعنى ذلك بكلماته هو: «عالِم يتخصص في أصل البلوز».[بحاجة لمصدر] أعماله الموسيقية، ولاسيما متفرقات رجل (Pieces of a Man، پيسز أوڤ أ مان) وشتاء في أميركا (Winter in America، ونتر إن أماركا) في أوائل السبعينات، أثرت على أنواع الموسيقى الأميركي الإفريقي مثل الهيبهوب والنيوسول وساهمت في تكوينها. في الحقيقة، يعتبر گِل سكوت هارون أول راپر أو أم سي.
ظل سكوت هارون نشيطاً حتى وفاته سنة 2011، وأصدر ألبوم في 2010 عنوانه أنا جديد هنا (I'm New Here، أيم نو هير). وأصدرت في يناير 2012 سيرتُه الذاتية الإجازة الأخيرة (The Last Holiday، ذا لاست هولداي) التي كان يؤلفها في السنوات التي سبقت موته.
أعماله التسجيلية حظيت على مديح النقاد، خاصة واحد من أشهر مؤلفاته: الثورة لن تُبث على التلفاز (The Revolution Will Not Be Televised، ذا راڤولوشن ول نوت بي تالاڤايزد). وحاز گِل سكوت هارون بجائزة غرامي لإنجاز العمر في 2012. وأدرج في معارض في المتحف الوطني لتاريخ وثقافة الأميركي الإفريقي التي افتتحت 24 سبتمبر 2016 في منتزه ذا ناشونال مول في واشنطن العاصمة.

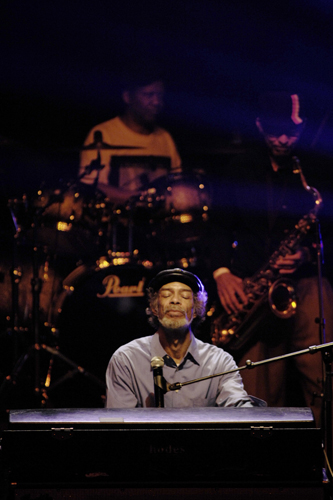
يؤدي سكوت هارون في ذا ريجنسي بالروم في مدينة سان فرانسيسكو الأميركية سنة 2009

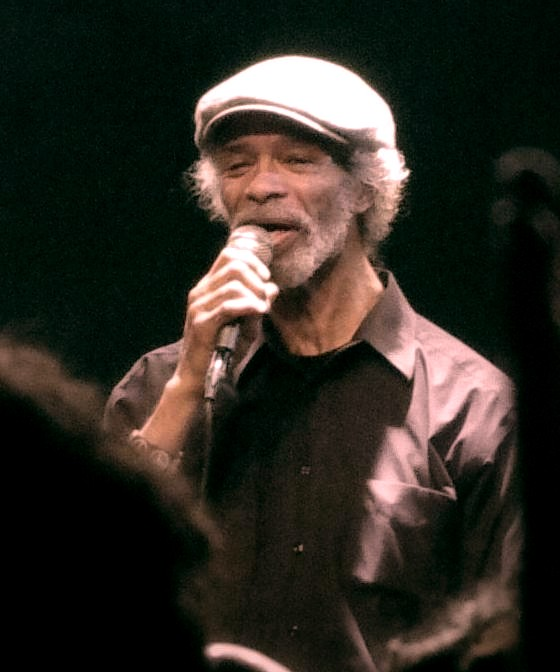
يؤدي سكوت هارون في ملهى گوتا كالار في مدينة ستوكهولم السويدية في 2010

## أصدارات صوتية

### ألبومات سجلت في الستوديو
| سنة  | ألبوم                               | شركة التسجيل                |
| ---- | ----------------------------------- | --------------------------- |
| 1970 | Small Talk at 125th and Lenox       | Flying Dutchman Records     |
| 1971 | Pieces of a Man                     | Flying Dutchman Records     |
| 1972 | Free Will                           | Flying Dutchman Records     |
| 1974 | Winter in America                   | Strata-East Records         |
| 1975 | The First Minute of a New Day       | Arista Records              |
| 1975 | From South Africa to South Carolina | Arista Records              |
| 1976 | It's Your World                     | Arista Records              |
| 1977 | Bridges                             | Arista Records              |
| 1978 | Secrets                             | Arista Records              |
| 1980 | 1980                                | Arista Records              |
| 1980 | Real Eyes                           | Arista Records              |
| 1981 | Reflections                         | Arista Records              |
| 1982 | Moving Target                       | Arista Records              |
| 1994 | Spirits                             | TVT Records                 |
| 2010 | I'm New Here                        | XL Recordings               |
| 2011 | We're New Here                      | XL Recordings / Young Turks |
| 2014 | Nothing New                         | XL Recordings               |

### ألبومات سجلت حياً
| سنة  | ألبوم                                            | شركة التسجيل                     |
| ---- | ------------------------------------------------ | -------------------------------- |
| 1976 | It's Your World                                  | Arista Records                   |
| 1990 | Tales of Gil Scott-Heron and His Amnesia Express | Castle Music UK/Peak Top Records |
| 1994 | Minister of Information: Live                    | Peak Top Records                 |
| 2004 | The Best Of Gil Scott-Heron Live                 | Intersound                       |
| 2004 | Tour De Force                                    | Phantom Sound & Vision           |
| 2004 | Save The Children                                | Delta Music                      |
| 2004 | Winter In America, Summer In Europe              | Pickwick                         |
| 2005 | Greatest Hits Live                               | Intersound                       |
| 2008 | Live At The Town & Country 1988                  | Acadia / Evangeline Records      |

### تجميعات
| سنة  | ألبوم                                                     | شركة التسجيل           |
| ---- | --------------------------------------------------------- | ---------------------- |
| 1974 | The Revolution Will Not Be Televised                      | Flying Dutchman        |
| 1979 | The Mind of Gil Scott-Heron                               | Arista Records         |
| 1984 | The Best of Gil Scott-Heron                               | Arista Records         |
| 1988 | The Revolution Will Not Be Televised                      | Bluebird Records       |
| 1990 | Glory: The Gil Scott-Heron Collection                     | Arista Records         |
| 1998 | The Gil Scott-Heron Collection Sampler: 1974–1975         | TVT Records            |
| 1998 | Ghetto Style                                              | Camden Records         |
| 1999 | Evolution and Flashback: The Very Best of Gil Scott-Heron | RCA Records            |
| 2005 | Gil Scott-Heron & Brian Jackson – Messages (Anthology)    | Soul Brother Records   |
| 2006 | The Best of Gil Scott-Heron                               | Sony/BMG               |
| 2009 | Storm Music (The Best of Gil Scott-Heron)                 | Phantom Sound & Vision |
| 2012 | The Revolution Begins: The Flying Dutchman Masters        | BGP                    |

### ألبومات تعاونية
| سنة  | ألبوم                                                                    | شركة التسجيل   | الفنان الشريك     |
| ---- | ------------------------------------------------------------------------ | -------------- | ----------------- |
| 2015 | Rhythms of the Diaspora Vol 1 & 2 Ft. Gil Scott-Heron and The Last Poets | MentiS RecordS | Malik & the O.G's |

## إصدارات نصية
| سنة  | عنوان                                      | ISBN       |
| ---- | ------------------------------------------ | ---------- |
| 1970 | The Vulture                                | 0862415284 |
| 1970 | Small Talk at 125th and Lenox              |            |
| 1972 | The Nigger Factory                         | 0862415276 |
| 1990 | So Far, So Good                            | 0883781336 |
| 2001 | Now and Then: The Poems of Gil Scott-Heron | 086241900X |
| 2012 | The Last Holiday                           | 0857863010 |

## إصدارات بصرية
- Saturday Night Live, musical guest, December 13, 1975.
- Black Wax (1982). Directed by Robert Mugge.
- 5 Sides of a Coin (2004). Directed by Paul Kell
- The Revolution Will Not Be Televised (2005). Directed by Don Letts for BBC.
- Word Up (2005). Directed by Malik Al Nasir for Fore-Word Press.
- The Paris Concert (2007).
- Tales of the Amnesia Express Live at the Town & Country.

## روابط خارجية
- غيل سكوت هارون على موقع IMDb (الإنجليزية)
- غيل سكوت هارون على موقع ميوزك برينز (الإنجليزية)
- غيل سكوت هارون على موقع إن إن دي بي (الإنجليزية)
- غيل سكوت هارون على موقع أول ميوزيك (الإنجليزية)
- غيل سكوت هارون على موقع ديسكوغز (الإنجليزية)
- غيل سكوت هارون على موقع قاعدة بيانات الفيلم (الإنجليزية)